# Мас, Боб
Адрианюс Ламбертюс Йосеф (Боб) Мас (нидерл. Adrianus Lambertus Joseph "Bob" Maas, 18 октября 1907 — 17 декабря 1996) — нидерландский яхтсмен, призёр Олимпийских игр.

## Биография
Родился в 1907 году в Нидерландской Ост-Индии, где его отец занимался импортом лекарств. В 1915 году семья переехала в метрополию и поселилась в Хилверсюме, однако через несколько лет переехала в США. В 1932 году Адрианюс вместе с младшим братом Йоханнесом приняли участие в Олимпийских играх в Лос-Анджелесе, однако в двухместном классе «Звёздный» стали лишь 6-ми, в то время как в одноместном классе «Сноубёрд» Адранюс завоевал серебряную медаль. После финиша последней гонки Мас, который лидировал на протяжении почти всех дней регаты, считал, что выиграл золото, но француз Жак Лебрюн подал протест, который был удовлетворён, и Мас остался вторым. В 1936 году Адрианюс принял участие в Олимпийских играх в Берлине в своём любимом классе «Звёздный», и завоевал бронзовую медаль.
После Второй мировой войны занялся импортом американских автомобилей в Утрехт. В 1948 году принял участие в Олимпийских играх в Лондоне, где вновь завоевал бронзовую медаль. В 1952 году участвовал в Олимпийских играх в Хельсинки, но там стал лишь 8-м.
Любимым классом яхт у Адрианюса Маса был «Звёздный», но в специализированных соревнованиях по этому классу он участвовал в основном тогда, когда они проходили в США. В 2009 году Нидерландская федерация парусного спорта учредила ежегодное соревнование среди яхт класса «Звёздный», названное «Bob Maas Trofee».